# Medicilândia
Medicilândia is een gemeente in de Braziliaanse deelstaat Pará. De gemeente telt 29.887 inwoners (schatting 2015).

## Aangrenzende gemeenten
De gemeente grenst aan Altamira, Brasil Novo en Uruará